# Keyboard Study no 2
Keyboard Study no 2 est une œuvre de musique minimaliste du compositeur américain Terry Riley écrite en 1965 pour clavier.

## Historique
Cette œuvre simple existe sous plusieurs versions écrites de 1965 à 1967. Elle fait suite à Keyboard Study n° 1 qui est bâtie sur le même principe.

## Enregistrements
- Keyboard Study no 2, par John Tilbury, 1994.
- Keyboard Studies, par Steffen Schleiermacher, MD&G Records, 2002.
- Keyboard Study no 2, par Fabrizio Ottaviucci, éditions Stradivarius, 2008.